# Halsuitsnijding

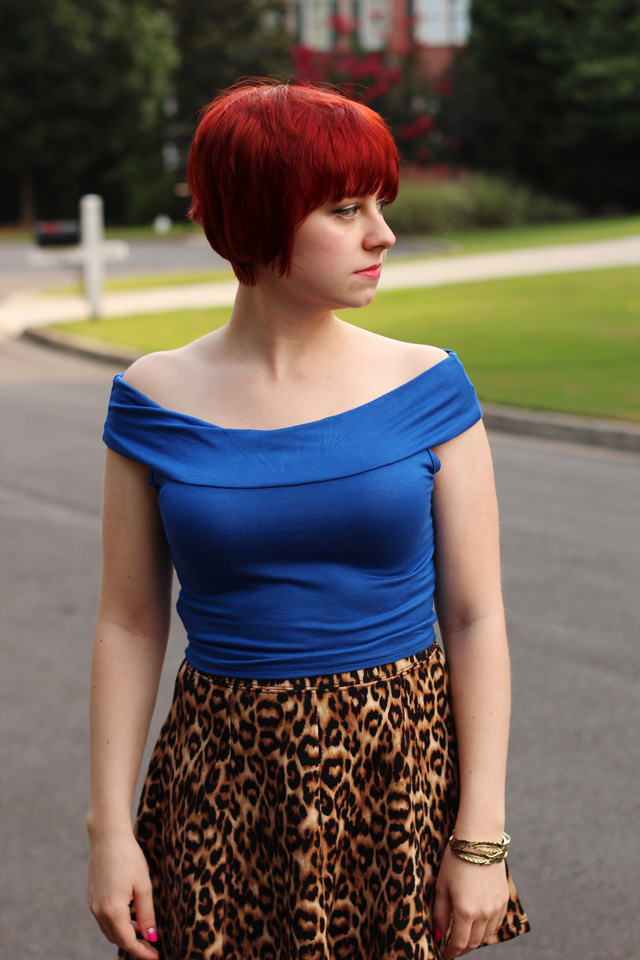
Off shoulder-halslijn

Een halsuitsnijding of halslijn is een opening voor de hals en het hoofd aan de bovenkant van een kledingstuk voor het bovenlichaam, zoals een topje, jurk of sweater.
Met de halslijn wordt meer specifiek de bovenste rand van een kledingstuk bedoeld zoals het rond de hals of over de schouders zit en zoals de lijn zich aan de voorkant laat zien. Er bestaan verschillende stijlen halslijnen die een uiteenlopend effect hebben op hoe de lichaamsvorm overkomt.
De halslijn (neckline in het Engels) kan gezien worden als een van de drie belangrijkste ankerpunten in de mode, samen met de taillelijn (waistline) en de lijn die de onderkant van de rok, jurk of broek demarceert (hemline).
Het gedeelte van de kleding dat rond de hals zit, wordt ook de hals genoemd. Omgeplooide of rechtopstaande randen aan een halsopening, zoals de boorden van een overhemd, worden de kraag genoemd.

## Soorten halslijnen en hun effect

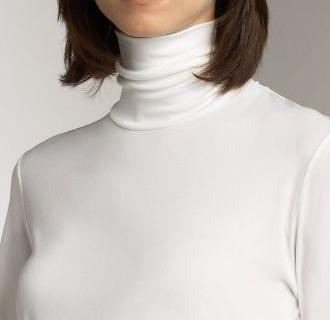
Col, ongevouwen

- Col: een hoge omgeslagen boord, met als effect dat borsten groter lijken[bron?]
- Turtleneck: een lage col, niet omgeslagen, met als effect dat borsten groter lijken[bron?]

- Boothals: de boothals is een klassieke halslijn en laat de schouders breder lijken
- Ronde hals: het effect van een ronde hals is dat de borsten groter lijken
- U-halslijn: door het dragen van een U-halslijn lijk je langer en slanker
- V-halslijn: door het dragen van een V-halslijn lijk je langer en slanker
- Vierkante halslijn: een vierkante halslijn legt de nadruk op de sleutelbeenderen en het decolleté
- Waterval-halslijn: een waterval-halslijn is een gedrapeerde halslijn die elk lichaamstype goed staat
- Spaghetti-halslijn: een spaghetti-halslijn benadrukt de schouders en is daarom minder geschikt voor vrouwen met brede schouders
- Strapless halslijn: een strapless halslijn laat de schouders vrij en doet een kort bovenlichaam langer lijken
- Hartvormige halslijn: de hartvormige (of sweetheart-)halslijn is een romantische halslijn die het gezicht en de nek slanker doet lijken
- Halterlijn: de halterlijn is een sportieve halslijn die kleine borsten groter doet lijken
- Off-shoulder-/Carmen-halslijn: een halslijn met afzakkende mouwdelen

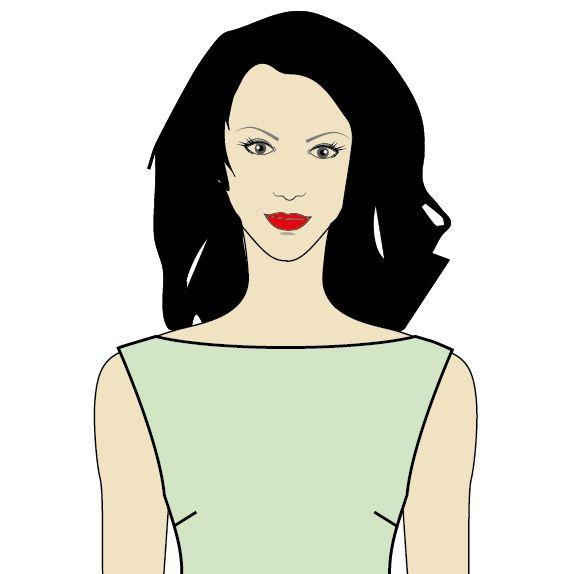
Boothals
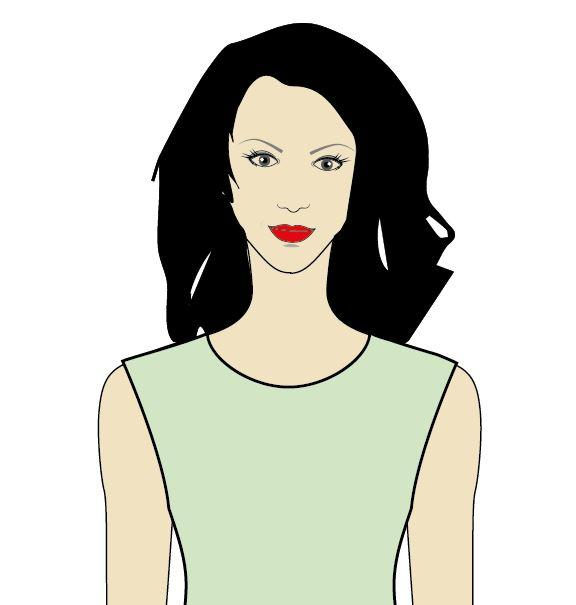
Ronde halslijn
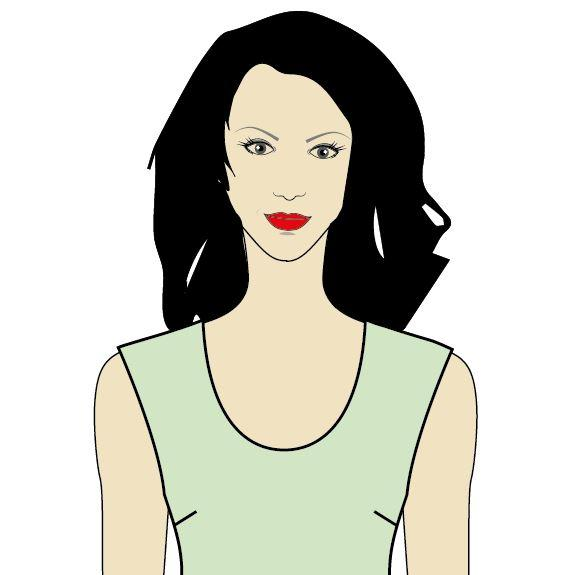
U-halslijn
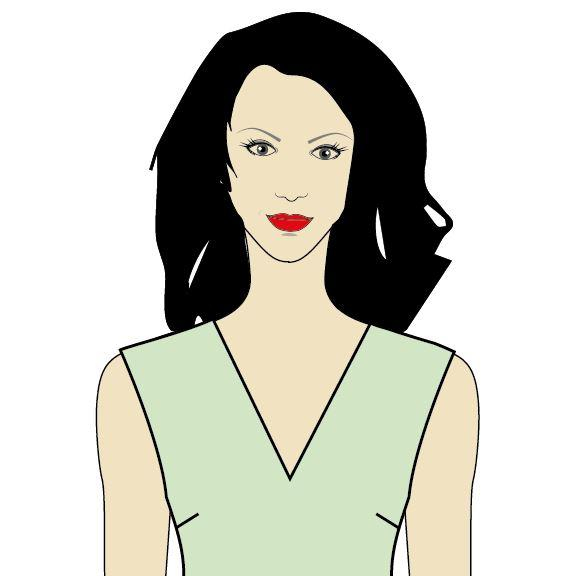
V-halslijn
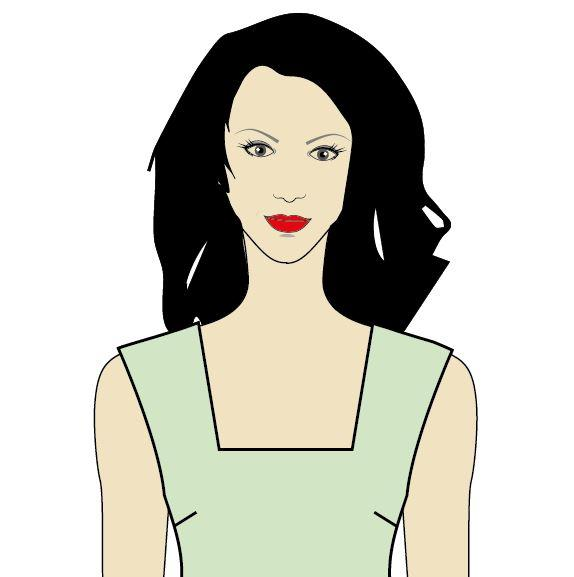
Vierkante halslijn
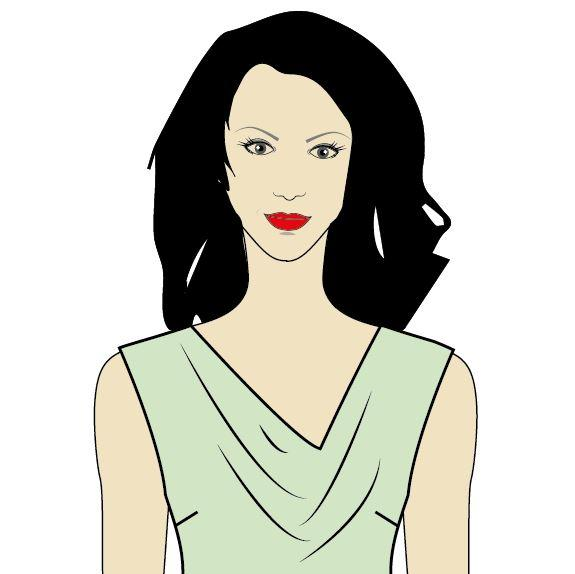
Waterval-halslijn
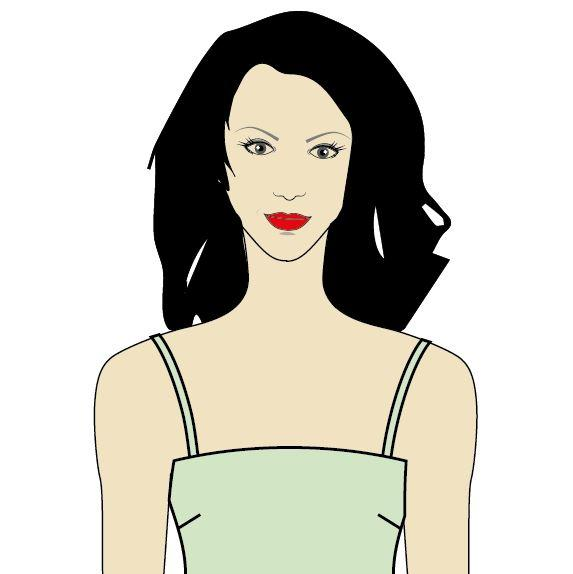
Spaghetti-halslijn
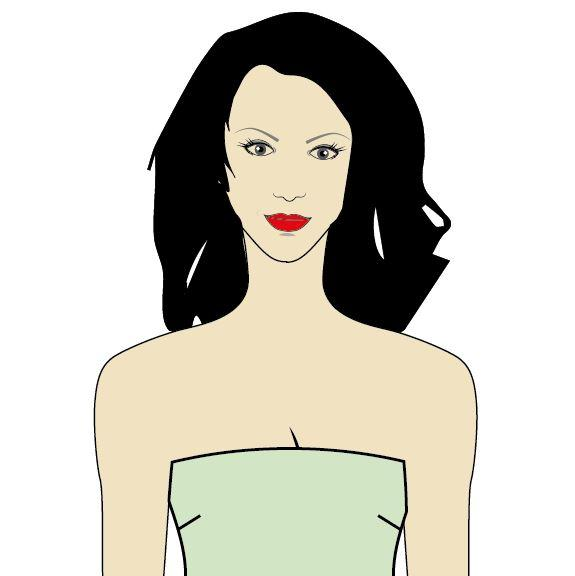
Strapless halslijn
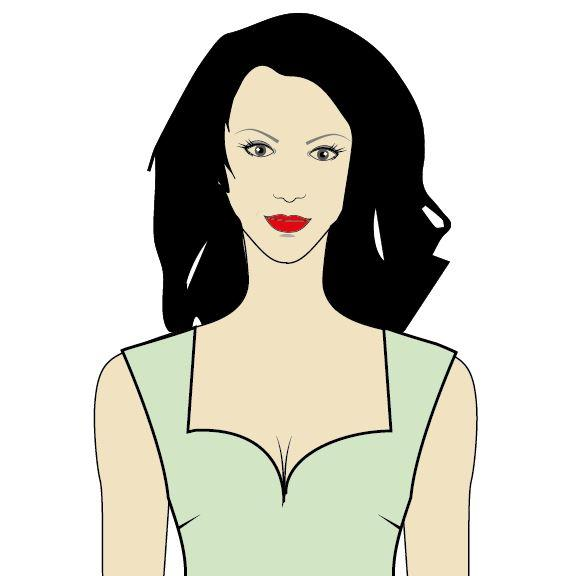
Hartvormige halslijn
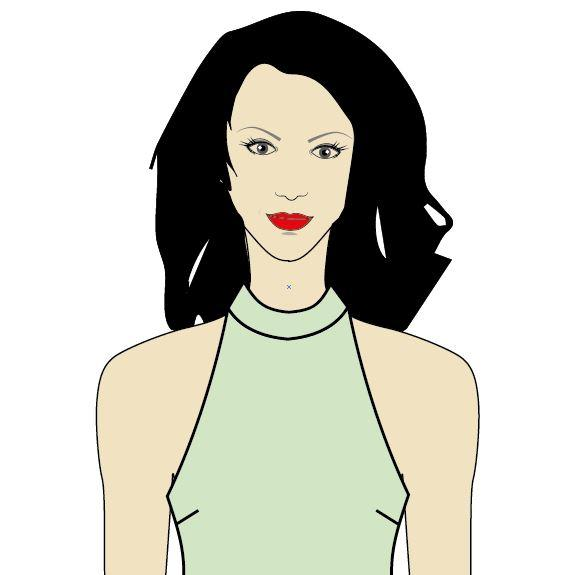
Halterlijn